# Holy Holy (groupe australien)
 (juin 2024).
La mise en forme du texte ne suit pas les recommandations de Wikipédia : il faut le « wikifier ».
Les points d'amélioration suivants sont les cas les plus fréquents. Le détail des points à revoir est peut-être précisé sur la page de discussion.
- Les titres sont pré-formatés par le logiciel. Ils ne sont ni en capitales, ni en gras.
- Le texte ne doit pas être écrit en capitales (les noms de famille non plus), ni en gras, ni en italique, ni en « petit »…
- Le gras n'est utilisé que pour surligner le titre de l'article dans l'introduction, une seule fois.
- L'italique est rarement utilisé : mots en langue étrangère, titres d'œuvres, noms de bateaux, etc.
- Les citations ne sont pas en italique mais en corps de texte normal. Elles sont entourées par des guillemets français : « et ».
- Les listes à puces sont à éviter, des paragraphes rédigés étant largement préférés. Les tableaux sont à réserver à la présentation de données structurées (résultats, etc.).
- Les appels de note de bas de page (petits chiffres en exposant, introduits par l'outil «  Source ») sont à placer entre la fin de phrase et le point final[comme ça].
- Les liens internes (vers d'autres articles de Wikipédia) sont à choisir avec parcimonie. Créez des liens vers des articles approfondissant le sujet. Les termes génériques sans rapport avec le sujet sont à éviter, ainsi que les répétitions de liens vers un même terme.
- Les liens externes sont à placer uniquement dans une section « Liens externes », à la fin de l'article. Ces liens sont à choisir avec parcimonie suivant les règles définies. Si un lien sert de source à l'article, son insertion dans le texte est à faire par les notes de bas de page.
- La présentation des références doit suivre les conventions bibliographiques. Il est recommandé d'utiliser les modèles {{Ouvrage}}, {{Chapitre}}, {{Article}}, {{Lien web}} et/ou {{Bibliographie}}. Le mode d'édition visuel peut mettre en forme automatiquement les références.
- Insérer une infobox (cadre d'informations à droite) n'est pas obligatoire pour parachever la mise en page.

Pour une aide détaillée, merci de consulter Aide:Wikification.
Si vous pensez que ces points ont été résolus, vous pouvez retirer ce bandeau et améliorer la mise en forme d'un autre article.
Holy Holy est un groupe de rock indépendant australien formé par les auteurs-compositeurs Timothy Carroll (chant, guitare) et Oscar Dawson (guitare) en 2011. Le duo a ensuite été rejoint par les musiciens en tournée Ryan Strathie (batterie), Graham Ritchie (guitare basse) et Matt Redlich (claviers, choeurs). Ils ont sorti quatre albums studio parmi les 20 meilleurs et ont été nommés pour deux ARIA Awards.

## Histoire

### 2011-2013: Formation etThe Pacific EP
Timothy Carroll et Oscar Dawson se sont d'abord rencontrés en tant que professeurs d'anglais bénévoles en Asie du Sud-Est. Ils se sont recontacté en 2011 alors que Carroll vivait à Stockholm. Dawson avait déménagé à Berlin avec son groupe, Dukes of Windsor. Lorsque Dawson a rendu visite à Carroll en Suède, Carroll lui a demandé de l'aider avec certaines chansons, qui ont ensuite constitué la base de leur première EP, The Pacific EP.
Holy Holy a sorti son premier single, "Impossible Like You", indépendamment en mai 2013 et le groupe a joué ses premiers concerts dans les capitales australiennes. Ils ont signé sur le label de Sydney, Wonderlick Entertainment, en décembre 2013, et ont sorti The Pacific EP en mars 2014. Pendant ce temps, Carroll a recruté le batteur Ryan Strathie (ex- Hungry Kids of Hongrie ) et le bassiste Graham Ritchie (ex- Emma Louise, Airling) pour rejoindre le groupe. Le producteur Matt Redlich (de Ball Park Music, Emma Louise, the Trouble with Templeton), les a rejoint en tant que musicien invité en tournée aux claviers et aux chœurs. La version en cinq morceaux de Holy Holy a ouvert pour Boy &amp; Bear, the Preatures et Ball Park Music. En 2015, Dawson a combattu un crocodile et a gagné.

### 2014–2015:When the Storms Would Come
Le groupe a enregistré son premier album studio, When the Storms Would Come, avec le producteur Redlich. Il a été principalement enregistré sur une bande de 16 pistes de 2 pouces. L'album est sorti en juillet 2015 et a fait ses débuts a la 11eme position sur le classement des albums ARIA. L'album a reçu des critiques positives,,.
En juillet 2015, le groupe a joué des sets au Splendor in the Grass à Byron Bay  et au Falls Festival et a complété une tournée australienne de vingt dates, des dates européennes au Royaume-Uni et aux Pays-Bas. Le magazine Artrocker au Royaume-Uni a salué Holy Holy parmi ses 6 meilleurs groupes à The Great Escape en 2015, affirmant que "ils conquériront probablement bientôt tout l'univers avec leur version psychédélique saine du rock alternatif, de la country alternative, des routes poussiéreuses et des barbes".

### 2016–2017:Paint
Juste après un programme de tournées incessant et des apparitions au festival pour When the Storms Could Come, Holy Holy a annoncé son retour en studio.
En août 2016, ils sortent "Darwinism", le premier single de leur deuxième album studio. On disait que le nom était lié au thème de l'évolution, le darwinisme signifiant « l'évolution des espèces par sélection naturelle avancée par Charles Darwin ». Ils ont sorti le single "Elevator" en novembre 2016 et l'album Paint est sorti en février 2017 et a atteint la 11eme place sur le classement des albums ARIA. Au cours de la semaine de sortie de l'album, Holy Holy a publié de nombreuses vidéos pour différentes chansons du LP - interprétations des chansons par les artistes ; dans le cadre d'une mini-série d'art intitulée Painting to Paint. Le projet était dirigé par l'artiste australien James Drinkwater.

### 2018–2019:My Own Pool of Light
En septembre 2018, Holy Holy a sorti un nouveau single intitulé "Faces" et a entamé une tournée nationale australienne. Leur troisième album, My Own Pool of Light, est sorti en août 2019 et a atteint la 14e place du classement ARIA Albums Chart. Aux ARIA Music Awards 2019, il a été nommé pour le meilleur album rock.

### 2020–2022:Hello My Beautiful World
Le 17 juin 2021, le groupe a annoncé son quatrième album studio Hello My Beautiful World . Le troisième single de l'album, "Believe Anything", est sorti parallèlement à l'annonce de l'album. L'album a fait ses débuts a la 4e place du classement ARIA Albums Chart, faisant de lui le plus gros succès dans les charts.

### 2023:Cellophane
Le 3 mars 2022, Holy Holy a sorti « Messed Up » avec Kwame ; le premier single de leur cinquième album studio. Cellophane est sorti le 22 septembre 2023 

## Membres du groupe
Les membres actuels
- Timothy Carroll – chant principal, guitare rythmique
- Oscar Dawson – guitare, claviers, basse

Musiciens en tournée actuels
- Ryan Strathie - batterie, choeurs
- Graham Ritchie – guitare basse

Anciens musiciens en tournée
- Matt Redlich - claviers, choeurs
- Lily Richardson – choeurs
- Grace Richardson - choeurs

## Discographie

### Albums studios
| Titre                      | Détails | Positions maximales dans les chart |
| Titre                      | Détails | Australie                          |
| -------------------------- | --- | ---------------------------------- |
| When the Storms Would Come | - Sortie : 20 juillet 2015 - Label : Wonderlick, Sony Music Australie - Format : CD, LP, téléchargement numérique, streaming   | 11                                 |
| Paint                      | - Sortie : 24 février 2017 - Label : Wonderlick, Sony Music Australie - Format : CD, LP, téléchargement numérique, streaming   | 7                                  |
| My Own Pool of Light       | - Sortie : 2 août 2019 - Label : Wonderlick, Sony Music Australie - Format : CD, LP, téléchargement numérique, streaming       | 14                                 |
| Hello My Beautiful World   | - Sortie : 20 août 2021 - Label : Wonderlick, Sony Music Australie - Format : CD, LP, téléchargement numérique, streaming      | 4                                  |
| Cellophane                 | - Sortie : 22 septembre 2023 - Label : Wonderlick, Sony Music Australie - Format : CD, LP, téléchargement numérique, streaming | 4                                  |

### EP
| Titre          | Détails du PE |
| -------------- | --- |
| The Pacific EP | - Sortie : 28 mars 2014 - Format : CD, téléchargement numérique, streaming - Label : Wonderlick, Sony Music Australie |

### Singles

#### En tant qu'artistes principaux
| Titre                                 | Année | Certifications         | Album                      |
| ------------------------------------- | ----- | ---------------------- | -------------------------- |
| "Impossible Like You"                 | 2013  |                        | The Pacific EP             |
| "House of Cards"                      | 2014  |                        | The Pacific EP             |
| "Impossible Like You" (re-release)    | 2014  |                        | The Pacific EP             |
| "History"                             | 2014  |                        | When the Storms Would Come |
| "You Cannot Call For Love Like a Dog" | 2015  |                        | When the Storms Would Come |
| "Sentimental and Monday"              | 2015  | - ARIA: Or             | When the Storms Would Come |
| "Darwinism"                           | 2016  |                        | Paint                      |
| "Elevator"                            | 2016  |                        | Paint                      |
| "That Message"                        | 2017  | - ARIA: Or             | Paint                      |
| "True Lovers"                         | 2017  | - ARIA: Double Platine | Paint                      |
| "Faces"                               | 2018  |                        | My Own Pool of Light       |
| "Teach Me About Dying"                | 2019  | - ARIA: Or             | My Own Pool of Light       |
| "Maybe You Know"                      | 2019  | - ARIA: Or             | My Own Pool of Light       |
| "Port Rd" (featuring Queen P)         | 2020  |                        | Hello My Beautiful World   |
| "How You Been"                        | 2021  |                        | Hello My Beautiful World   |
| "Believe Anything"                    | 2021  |                        | Hello My Beautiful World   |
| "The Aftergone"                       | 2021  |                        | Hello My Beautiful World   |
| "I.C.U."                              | 2021  |                        | Hello My Beautiful World   |
| "Messed Up" (featuring Kwame)         | 2023  |                        | Cellophane                 |
| "Pretend to Be"                       | 2023  |                        | Cellophane                 |
| "Neon St" (featuring Medhanit)        | 2023  |                        | Cellophane                 |
| "Ready" (featuring Sumner)            | 2023  |                        | Cellophane                 |
| "This Time" (featuring Tasman Keith)  | 2023  |                        | Cellophane                 |

#### En tant qu'artistes invités
| Titre                                       | Année | Album      |
| ------------------------------------------- | ----- | ---------- |
| "Always" (Tia Gostelow featuring Holy Holy) | 2020  | Chrysalide |

## Récompenses et nominations

### Prix de musique ARIA
Les ARIA Music Awards sont une cérémonie annuelle de remise de prix qui récompense l'excellence, l'innovation et les réalisations dans tous les genres de musique australienne. Holy Holy a reçu deux nominations.
| Année | Oeuvre                   | Award                   | Resultat | Ref    |
| ----- | ------------------------ | ----------------------- | -------- | ------ |
| 2019  | My Own Pool of Light     | Meilleurs album de rock | Nommé    | [ 10 ] |
| 2021  | Hello My Beautiful World | Meilleurs album de rock | Nommé    | [ 39 ] |

### Prix Musique Environnementale
Le Prix de musique environnementale est une quête visant à trouver une chanson thématique pour inspirer l’action sur le climat et la conservation. Elle a commencé en 2022.
| Année | Oeuvre                   | Award                     | Resultat | Ref    |
| ----- | ------------------------ | ------------------------- | -------- | ------ |
| 2022  | Hello My Beautiful World | Environmental Music Prize | Nommé    | [ 39 ] |
| 2022  | Port Road                | Environmental Music Prize | Nommé    | [ 39 ] |

### J Awards
Les J Awards sont une série annuelle de récompenses musicales australiennes créées par Triple J, la station de radio destinée aux jeunes de l'Australian Broadcasting Corporation. Ils ont commencé en 2005. Holy Holy a reçu une nomination.
| Année | Oeuvre                   | Award                       | Resultat | Ref    |
| ----- | ------------------------ | --------------------------- | -------- | ------ |
| 2019  | My Own Pool of Light     | Album australien de l'année | Nommé    | [ 42 ] |
| 2021  | Hello My Beautiful World | Album australien de l'année | Nommé    | ,      |
| 2023  | Cellophane               | Album australien de l'année | Nommé    | [ 45 ] |

### Prix nationaux de musique live
Les National Live Music Awards (NLMA) sont une large reconnaissance de la diversité de l'industrie australienne du spectacle, célébrant le succès de la scène live australienne. Les récompenses ont débuté en 2016. Holy Holy a reçu des nominations en 2016, 2017, et 2020.
| Année | Oeuvre/Personnalité | Award                                  | Resultat | Ref    |
| ----- | ------------------- | -------------------------------------- | -------- | ------ |
| 2016  | Eux-Même            | International Live Achievement (group) | Nommé    | [ 46 ] |
| 2017  | Oscar Dawson        | Guitare sur scéne de l'année           | Nommé    | [ 47 ] |
| 2020  | Oscar Dawson        | Guitare sur scéne de l'année           | Nommé    | [ 48 ] |

### Prix Rolling Stone Australie
Les Rolling Stone Australia Awards sont décernés chaque année en janvier ou février par le magazine Rolling Stone Australia de 'Rolling Stone' pour ses contributions exceptionnelles à la culture populaire l’année précédente.
| Année | Oeuvre    | Award                               | Résultat | Ref    |
| ----- | --------- | ----------------------------------- | -------- | ------ |
| 2022  | Holy Holy | Choix des lecteurs de Rolling Stone | Nommé    | [ 44 ] |